# پرپرواران آگدیستینا
پرپرواران آگدیستینا(نام علمی: Agdistis) نام یک سرده از تیره پرپرواران است.